# Martinsklause aus Remsfeld

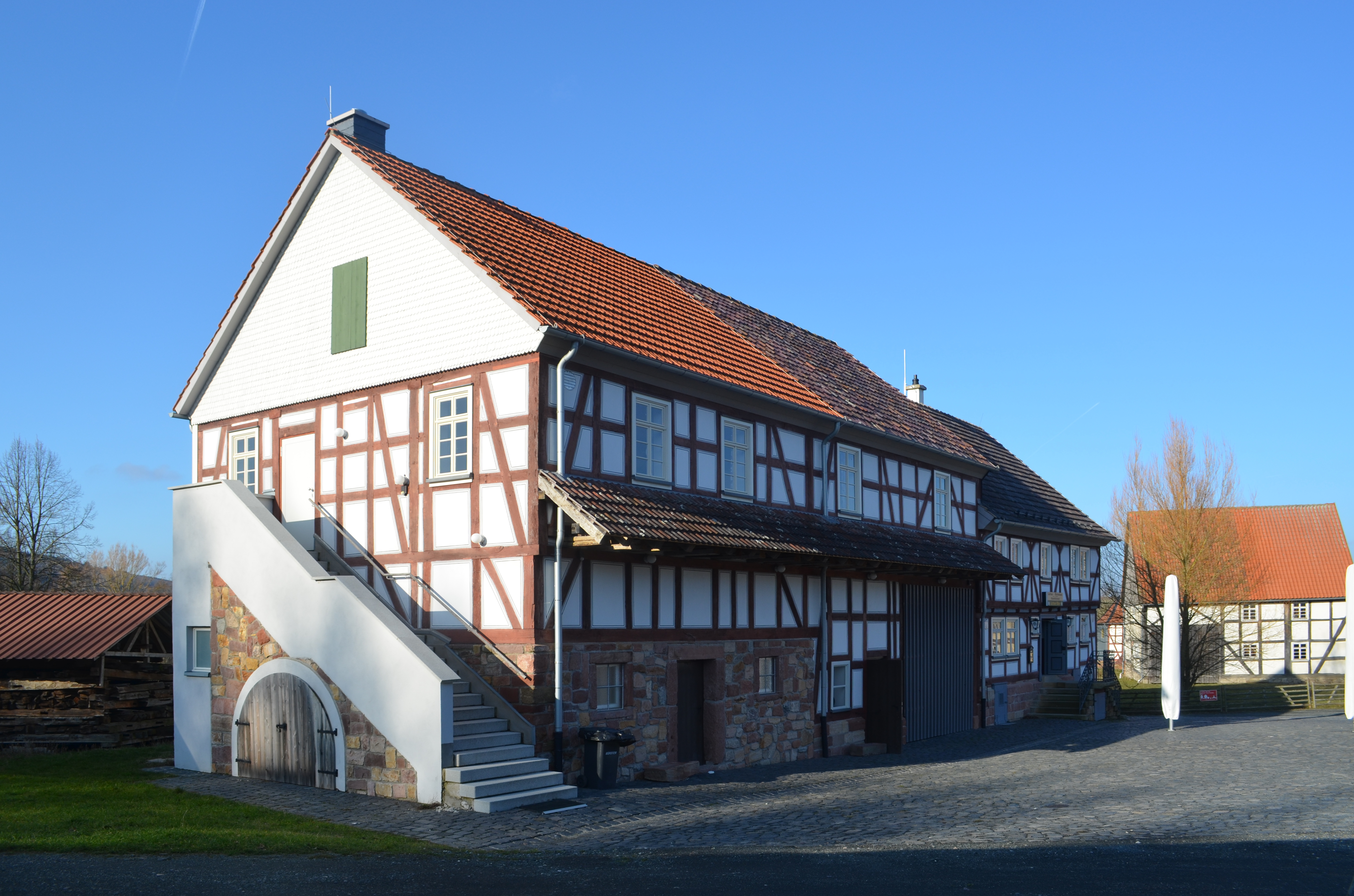
Martinsklause aus Remsfeld

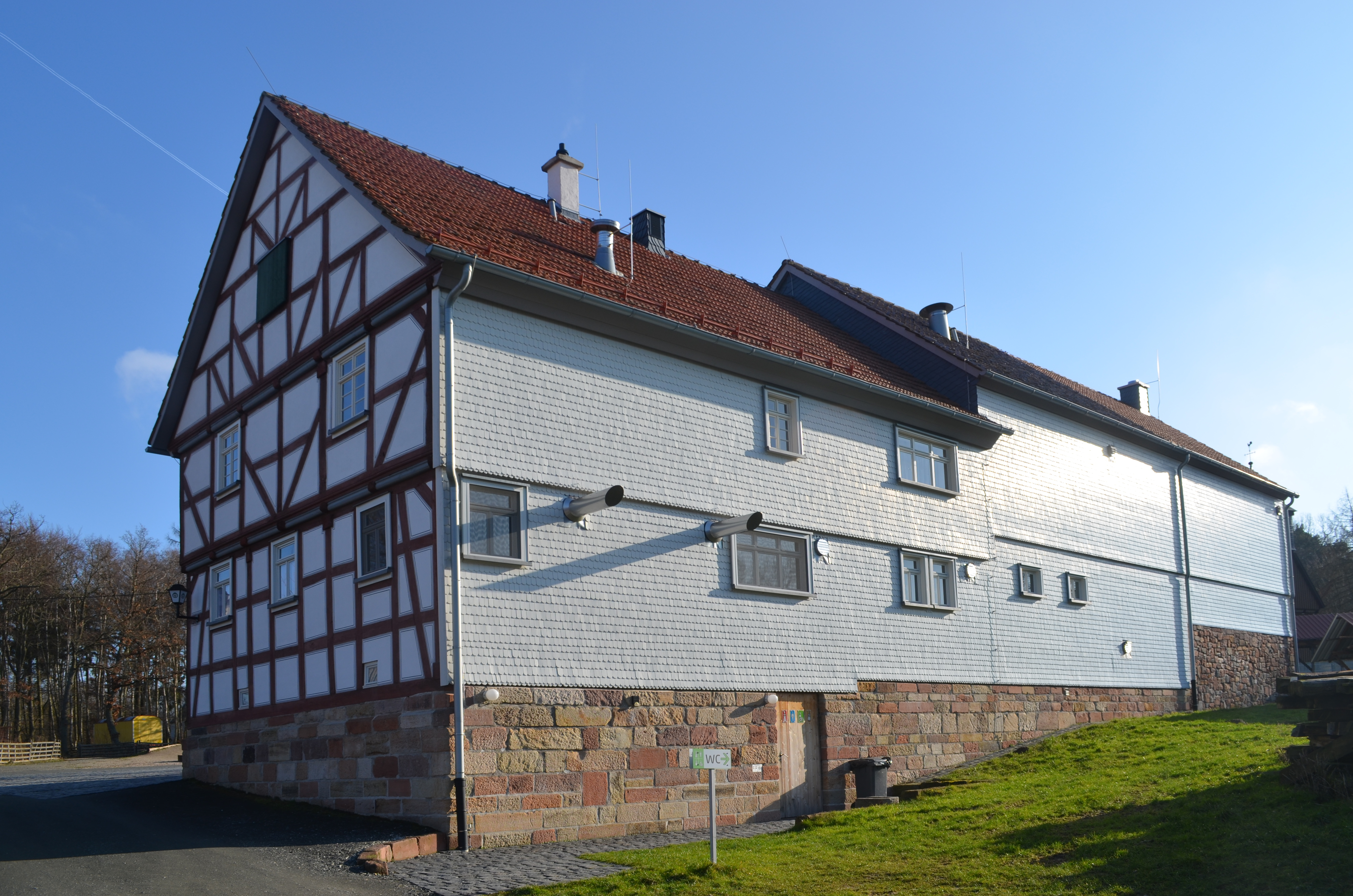
Martinsklause aus Remsfeld, Rückseite

Die Martinsklause aus Remsfeld ist eine Gaststätte. Sie stand ursprünglich in Remsfeld, einem Ortsteil der Gemeinde Knüllwald im Schwalm-Eder-Kreis in Hessen (Deutschland), und wurde in den Hessenpark bei Neu-Anspach transloziert.

## Geschichte
Die Martinsklause ist ein Fachwerkgebäude aus zwei Bauteilen. Der rechte Wohnteil der Anlage stammt aus dem Jahr 1723. In der Zeit um 1830/40 wurden mittig eine Scheune und 1922 links davon ein Stall angebaut. Diese beiden Gebäudeteile sind nicht original erhalten, sondern wurden, wie auch das Kellergeschoss, im Hessenpark rekonstruiert.
Um 1770 wurde im Hochparterre des Hauses eine Branntweinschenke eingerichtet. Im Obergeschoss befanden sich Gast- und Schlafräume. 1892 baute der damalige Besitzer, Adam Martin, einen Tanzsaal im Obergeschoss der Scheune und erweiterte den Schankraum. Beim Anbau des Stallgebäudes 1922 wurde gleichzeitig der Tanzsaal im Obergeschoss damit deutlich vergrößert. In den 1950er Jahren trug das Gasthaus den Namen Martinsklause, den es auch nach dem Wiederaufbau im Hessenpark trägt.
1976 erfolgte der Abbau des Gebäudes in Remsfeld. Die Materialien wurden im Hessenpark eingelagert und das Haus dann dort 2012 bis 2014 neu errichtet. Es wird heute als Museumsgaststätte betrieben. Daneben sind Ausstellungen über die Geschichte von Remsfeld, der Martinsklause sowie zum Bierbrauen untergebracht.